# 2023年智利野火
2023年智利野火是2023年1月起，在智利中部和南部地區因夏季熱浪引發的一系列野火。
自2023年1月30日起，由於高溫造成的森林火災威脅，紐布列大區一直保持著預防性預警。此次大火恰逢持續13年多的長期乾旱，以及該國南部前所未有的熱浪，中南部地區氣溫高達40攝氏度以上。截至2023年2月8日，已造成24人死亡。智利總統加夫列爾·博里奇已宣布為全國緊急狀態。

## 反应
- 总统加夫列尔·博里奇宣布进入国家紧急状态，向全国发表讲话。"保护家庭是我们的首要任务。我们正在与地方和国家当局协调工作，以扑灭影响馬烏莱、紐布列、比奥比奥和阿劳卡尼亚地区的森林火灾。"[5]
- 政府发言人卡米拉-瓦莱霍呼吁私人世界继续合作，应对发生在紐布列、比奥比奥和阿劳卡尼亚地区的大火造成的灾难性局面。[6]

## 国际援助
- 阿根廷：派出了40个军旅成员、15辆卡车和一架直升机。
- 巴西：通过军旅成员提供后勤支持。
- 哥伦比亚：派出一架飞机和一个队伍来扑灭森林火灾。
- ：通过军旅成员提供后勤支持。
- 西班牙：西班牙政府派出了一架A330飞机和50名军旅成员。
- 美国：提供5万美元的财政支持。
- 墨西哥：两架军用飞机、约300名志愿者。
- 秘魯：几架直升机来打击火灾。
- 委內瑞拉：派出60名军旅成员。